# Franska Guyanas fotbollsförbund
Franska Guyanas fotbollsförbund, officiellt Ligue de Football de la Guyane, är ett specialidrottsförbund som organiserar fotbollen på Franska Guyana.
Förbundet grundades 1962 och blev fullvärdiga medlemmar i Concacaf 2013. Förbundet är inte anslutet till Fifa men använder landskoden GUF i officiella sammanhang. Franska Guyanas fotbollsförbund har sitt huvudkontor i staden Cayenne.